# Tây Yên Tử
Tây Yên Tử là một xã thuộc tỉnh Bắc Ninh, Việt Nam.

## Địa lý
Xã Tây Yên Tử có vị trí địa lý:
- Phía đông giáp xã Dương Hưu và xã Quảng La, tỉnh Quảng Ninh
- Phía tây giáp xã Lục Sơn
- Phía nam giáp các phường Bình Khê, Yên Tử và Vành Danh, tỉnh Quảng Ninh
- Phía bắc giáp xã Tuấn Đạo.

Xã Tây Yên Tử có diện tích 132,76 km², dân số 10.612 người, mật độ dân số đạt 79 người/km².

## Lịch sử
Sau năm 1954, địa bàn thị trấn Tây Yên Tử hiện nay là một phần xã Thanh Luận thuộc huyện Sơn Động.
Ngày 21 tháng 8 năm 1958, Bộ Nội vụ ban hành Nghị định 254-NV. Theo đó, chia xã Thanh Luận thành hai xã Thanh Luận và Thanh Sơn.
Ngày 6 tháng 11 năm 2008, Chính phủ ban hành Nghị định số 05/NĐ-CP. Theo đó, thành lập thị trấn Thanh Sơn trên cơ sở điều chỉnh 1.267,5 ha diện tích tự nhiên và 2.856 người của xã Thanh Sơn, 713,4 ha diện tích tự nhiên và 1.280 người của xã Thanh Luận.
Sau khi thành lập, thị trấn Thanh Sơn có 1.980,9 ha diện tích tự nhiên và 4.136 người. Xã Thanh Sơn còn lại 5.488,7 ha diện tích tự nhiên, 3.104 người và được đổi tên thành xã Tuấn Mậu.
Ngày 21 tháng 11 năm 2019, Ủy ban Thường vụ Quốc hội ban hành Nghị quyết số 813/NQ-UBTVQH14 về việc sắp xếp các đơn vị hành chính cấp xã thuộc tỉnh Bắc Giang (nghị quyết có hiệu lực từ ngày 1 tháng 1 năm 2020). Theo đó, sáp nhập toàn bộ 61 km² diện tích tự nhiên và 2.111 người của xã Tuấn Mậu với toàn bộ 21,06 km² diện tích tự nhiên và 3.848 người của thị trấn Thanh Sơn để thành lập thị trấn Tây Yên Tử.
Sau khi thành lập, thị trấn Tây Yên Tử có diện tích 82,06 km², dân số là 5.959 người.
Ngày 9 tháng 12 năm 2020, HĐND tỉnh Bắc Giang ban hành Nghị quyết số 53/NQ-HĐND về việc TDP Tân Thanh vào TDP Thống Nhất.
Ngày 16 tháng 6 năm 2025, Ủy ban Thường vụ Quốc hội ban hành Nghị quyết số 1658/NQ-UBTVQH15 của UBTVQH về việc sắp xếp các đơn vị hành chính cấp xã của tỉnh Bắc Ninh năm 2025. Theo đó, sắp xếp toàn bộ diện tích tự nhiên, quy mô dân số của thị trấn Tây Yên Tử và xã Thanh Luận thành xã mới có tên gọi là xã Tây Yên Tử.

## Du lịch
Địa bàn thị trấn Tây Yên Tử nằm trong khu di tích và danh thắng Tây Yên Tử, thuộc quần thể di tích danh thắng Yên Tử đang được đề nghị công nhận là di sản văn hóa thế giới từ năm 2017.